# Campionato mondiale cadetti di scherma 2021
Il Campionato mondiale cadetti di scherma del 2021 ("2021 World Cadets Fencing Championships") è stato organizzato dalla Federazione internazionale della scherma e si è svolto a Il Cairo in Egitto dal 3 al 11 aprile.
Nel fioretto, si sono aggiudicati i titoli del campionato mondiale il russo Daniel Zhang, che ha battuto in finale il coreano Hyeonbhin An, e la canadese Jessica Zi Jia Guo che ha avuto la meglio sulla russa Anastasia Beznosikova.
Nella spada il polacco Antoni Socha ha battuto in finale il russo Artem Sarkisyan, ottenendo il titolo mondiale cadetti maschile, mentre tra le donne la russa Alicja Klasik ha superato la russa Ekaterina Kolbeneva.
Nella sciabola il russo Marco Sovar prevale sul coreano Junseong Parco, mentre la statunitense Magda Skarbonkiewicz ha battuto la russa Yulia Salabai.

## Podi

### Uomini
| Specialità  | Oro          | Argento         | Bronzo                         |
| Individuali |              |                 |                                |
| Fioretto    | Daniel Zhang | Hyeonbhin An    | Chase Emmer Seoungbin Lee      |
| Spada       | Antoni Socha | Artem Sarkisyan | Dowan Kim Skyler Liverant      |
| Sciabola    | Marco Sovar  | Junseong Parco  | Colby Harley Arseniy Shelekhov |

### Donne
| Specialità  | Oro                  | Argento               | Bronzo                        |
| Individuali |                      |                       |                               |
| Fioretto    | Jessica Zi Jia Guo   | Anastasia Beznosikova | Maria Cojocari Alexandra Jing |
| Spada       | Alicja Klasik        | Ekaterina Kolbeneva   | Ketki Ketkar Susanne Lannes   |
| Sciabola    | Magda Skarbonkiewicz | Yulia Salabai         | Zarifa Huseynova Zoe Kim      |

## Medagliere
| Pos.   | Nazione       | Oro | Argento | Bronzo | Totale |
| ------ | ------------- | --- | ------- | ------ | ------ |
| 1      | Russia        | 3   | 4       | 1      | 8      |
| 2      | Stati Uniti   | 1   | 0       | 6      | 7      |
| 3      | Canada        | 1   | 0       | 0      | 1      |
| 3      | Polonia       | 1   | 0       | 0      | 1      |
| 5      | Corea del Sud | 0   | 2       | 2      | 4      |
| 6      | Azerbaigian   | 0   | 0       | 1      | 1      |
| 6      | Estonia       | 0   | 0       | 1      | 1      |
| 6      | Moldavia      | 0   | 0       | 1      | 1      |
| Totale | Totale        | 6   | 6       | 12     | 24     |